# Rio Maracapí
Le rio Maracapí est un cours d’eau qui baigne l’État d’Amapá à l'extrême nord du Brésil. Il possède plusieurs cascades et est situé dans une réserve environnementale dont le principal produit extrait est la noix du Brésil.